# Calamagrostis strigosa
Calamagrostis strigosa är en gräsart som först beskrevs av Göran Wahlenberg, och fick sitt nu gällande namn av Hartm.. Calamagrostis strigosa ingår i släktet rör, och familjen gräs. Inga underarter finns listade i Catalogue of Life.